# Štajer
Štajer je naselje v Občini Kostel.